# PXR5
Albums de Hawkwind
25 Years On
(1978) Live Seventy Nine
(1980)
PXR5 est le neuvième album studio du groupe de space rock britannique Hawkwind. Il est sorti en 1979 sur le label Charisma Records.
L'album est enregistré au début de l'année 1978, mais Hawkwind se sépare quelques mois plus tard et PXR5 reste dans les cartons. Il n'est publié que l'année suivante, alors que Hawkwind s'est entre-temps reformé sous le nom de « Hawklords » pour sortir l'album 25 Years On.
Il s'agit du dernier album du groupe pour Charisma Records.

## Fiche technique

### Chansons

#### Album original
| 1. | Death Trap          | Robert Calvert, Dave Brock                               | 3:51 |
| 2. | Jack of Shadows     | Robert Calvert, Simon House, Adrian Shaw (en)            | 3:28 |
| 3. | Uncle Sam's on Mars | Robert Calvert, Dave Brock, Simon House, Simon King (en) | 5:44 |
| 4. | Infinity            | Robert Calvert, Dave Brock                               |      |
| 5. | Life Form           | Dave Brock                                               | 1:44 |

| 6. | Robot     | Robert Calvert, Dave Brock  | 8:14 |
| 7. | High Rise | Robert Calvert, Simon House | 4:36 |
| 8. | PXR5      | Dave Brock                  | 5:39 |

### Rééditions
La réédition remasterisée de l'album parue en 2009 chez Atomhenge inclut huit titres bonus :
| 9.  | Jack of Shadows (version live en studio)          | Robert Calvert, Simon House, Adrian Shaw | 3:40 |
| 10. | We Like to Be Frightened                          | Robert Calvert                           | 2:46 |
| 11. | High Rise (version live en studio)                | Robert Calvert, Simon House              | 4:43 |
| 12. | Robot (première version studio)                   | Robert Calvert, Dave Brock               | 9:24 |
| 13. | Jack of Shadows (version chantée par Adrian Shaw) | Robert Calvert, Simon House, Adrian Shaw | 3:54 |
| 14. | High Rise (autre mixage du chant)                 | Robert Calvert, Simon House              | 4:37 |
| 15. | PXR5 (autre mixage de l'introduction)             | Dave Brock                               | 5:40 |
| 16. | Quark, Strangeness and Charm (en concert en 1978) | Robert Calvert, Dave Brock               | 2:38 |

### Musiciens
- Dave Brock : guitare, claviers, chant
- Robert Calvert : chant
- Adrian Shaw (en) : basse
- Simon House : violon, claviers
- Simon King (en) : batterie

### Classements et certifications
| Classement                    | Meilleure position |
| ----------------------------- | ------------------ |
| Royaume-Uni (UK Albums Chart) | 59                 |